# Gitorious
Gitorious était une forge logicielle libre et un service communautaire basé sur git. D'abord racheté en août 2013 par Powow AS (une société norvégienne et polonaise à la fois),  il a ensuite été racheté par GitLab le 3 mars 2015, qui continue à proposer le code source de la forge sous licence libre sur son propre site, mais a fermé le site de Gitorious.